# Ornithologie

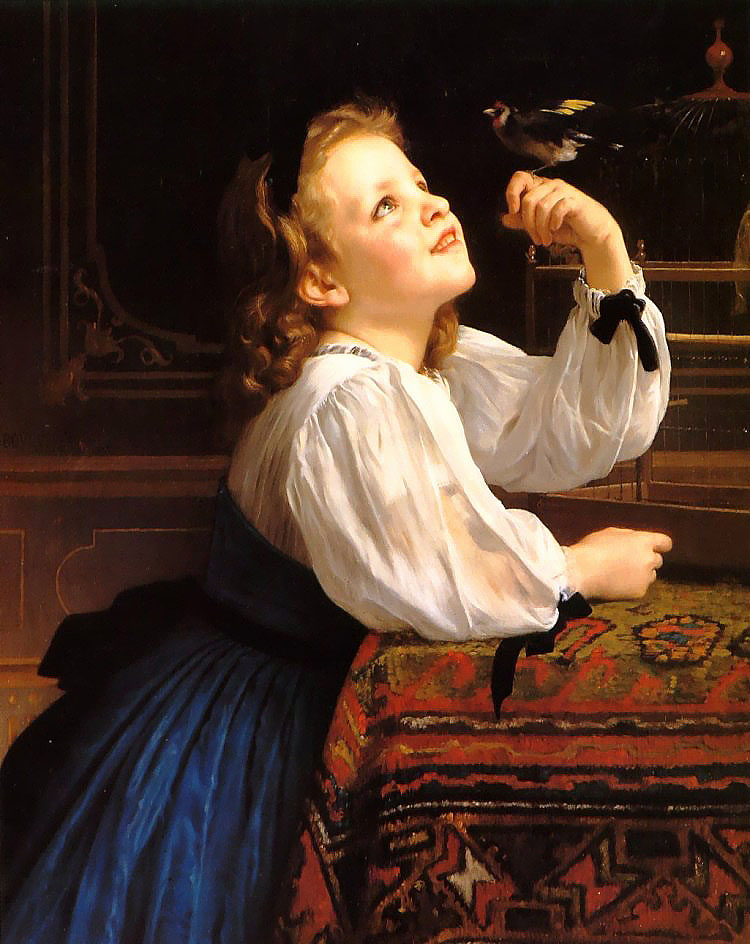
"Étude de tête d'oiseau" (1867) - les premiers pas vers l'ornithologie... (peinture de William Bouguereau - XIXe siècle)

L'ornithologie (du grec ancien ὄρνις, ὄρνιθος / órnis, órnithos, « oiseau » et λόγος / lógos, « parole, discours ») est la branche de la zoologie qui a pour objet l'étude des oiseaux.
Il s'agit d'une des rares sciences encore pratiquées par une large majorité d'amateurs. En effet, l'observation des oiseaux et la collecte d'informations relèvent toujours d'une technique accessible et ne demandent guère de matériel. Les ornithologues professionnels sont d'ailleurs très peu nombreux dans la majorité des pays et s'appuient donc sur des réseaux d'observateurs amateurs, qui sont parfois très étoffés (deux millions de Britanniques adhèrent à la Royal Society for the Protection of Birds).
L'ornithologie moderne regroupe différentes pratiques, de la simple observation pour le plaisir, pratiquée comme un loisir par des amateurs plus ou moins éclairés, à l'étude scientifique de haut niveau. Dans tous les cas, l'ornithologue s'intéresse exclusivement à des oiseaux sauvages généralement contactés dans leur milieu, sans perturber celui-ci ni le sujet étudié. Ainsi, l'ornithologie considérée comme telle n'est en aucun cas confondue avec les pratiques s'appuyant sur l'élevage et la collection d'individus vivants issus d'espèces domestiquées ou non.
Les adeptes non professionnels francophones se désignent souvent par l'apocope « ornithos » (les anglophones utilisent « birdwatcher » ou « birder »).

## Histoire

### Début de l'ornithologie

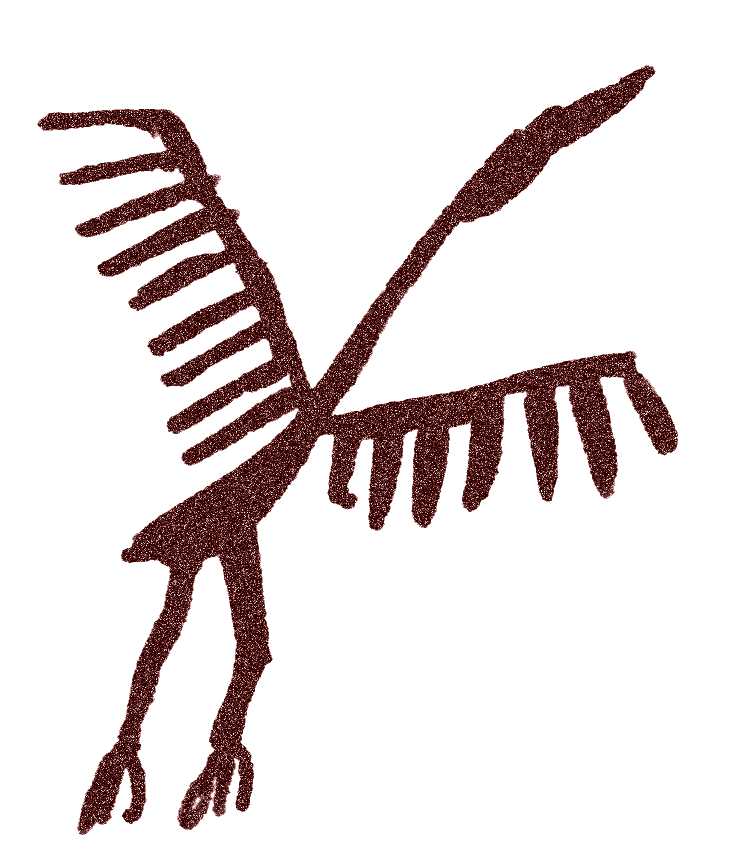
Pétroglyphe de cigogne de la « Tajo de las Figuras » près de Cadix

Les oiseaux fascinent depuis très longtemps ; les peintures d'oiseaux des humains de l'âge de la pierre en sont peut-être le plus vieux témoignage. Ils étaient une importante source de nourriture pour les humains puisqu'on a découvert des os de plus de 80 espèces d'oiseaux comme restes de leur repas. Les cultures de toutes les parties du monde disposent de vocabulaires riches concernant leur vie et bon nombre de noms d'oiseaux sont clairement issus d'onomatopées,, comme coucou. Les connaissances traditionnelles orales continuent à être d'importantes sources d'information quant à la protection de ces espèces, ce qu'étudie l'ethno-ornithologie.
Leur chasse exige une connaissance approfondie de leurs habitudes, la fauconnerie encore davantage. Connue depuis 35 siècles en Asie, pratiquée depuis au moins le VIIIe siècle av. J.-C. en Mésopotamie, la fauconnerie ne se développe en Occident qu'à partir du VIIe siècle, à la suite des invasions barbares. De nombreux ouvrages y sont consacrés. L'aviculture de la poule domestique, apparue en Nouvelle-Guinée au VIe millénaire av. J.-C., arrive en Occident au VIIe siècle av. J.-C. Les connaissances restent pragmatiques et non conceptuelles. Aussi l'incubation artificielle de volaille est pratiquée en Égypte depuis le IVe siècle av. J.-C. mais les phénomènes migratoires, qui sont source d'interrogations depuis au moins la même période, sont mal compris puisque les auteurs ont supposé jusqu'au XIXe siècle que les oiseaux concernés hibernaient ou se transformaient. Ils ne faisaient là que reprendre des croyances publiées par Aristote. Dès l'Antiquité, les artistes de Chine, du Japon, de la Perse et de l'Inde, ont représenté certains oiseaux avec beaucoup de précision et ces illustrations sont comparables à celle du XVIIIe siècle européen.
Les migrations suscitent l'étonnement et font l'objet de nombreuses spéculations tant scientifiques que religieuses. Certains documents antiques traitant des répartitions intéressent directement les ornithologues comme les textes de Xénophon qui comptabilisent les autruches en Assyrie qui aujourd'hui ne vivent plus qu'en Afrique. Les Veda, datés du Ier millénaire av. J.-C. environ, décrivent les mœurs d'un coucou local, le Coucou koël Eudynamys scolopaceus.
L'organisation de ces connaissances a rapidement été nécessaire : elle s'est concrétisée par la création d'inventaires, où les espèces étaient décrites les unes après les autres. Le plus ancien connu est celui d'Aristote, mais plus d'une centaine d'autres ont été produits comme celle de Frédéric II du Saint-Empire qui classait les espèces suivant les habitats et la nourriture.

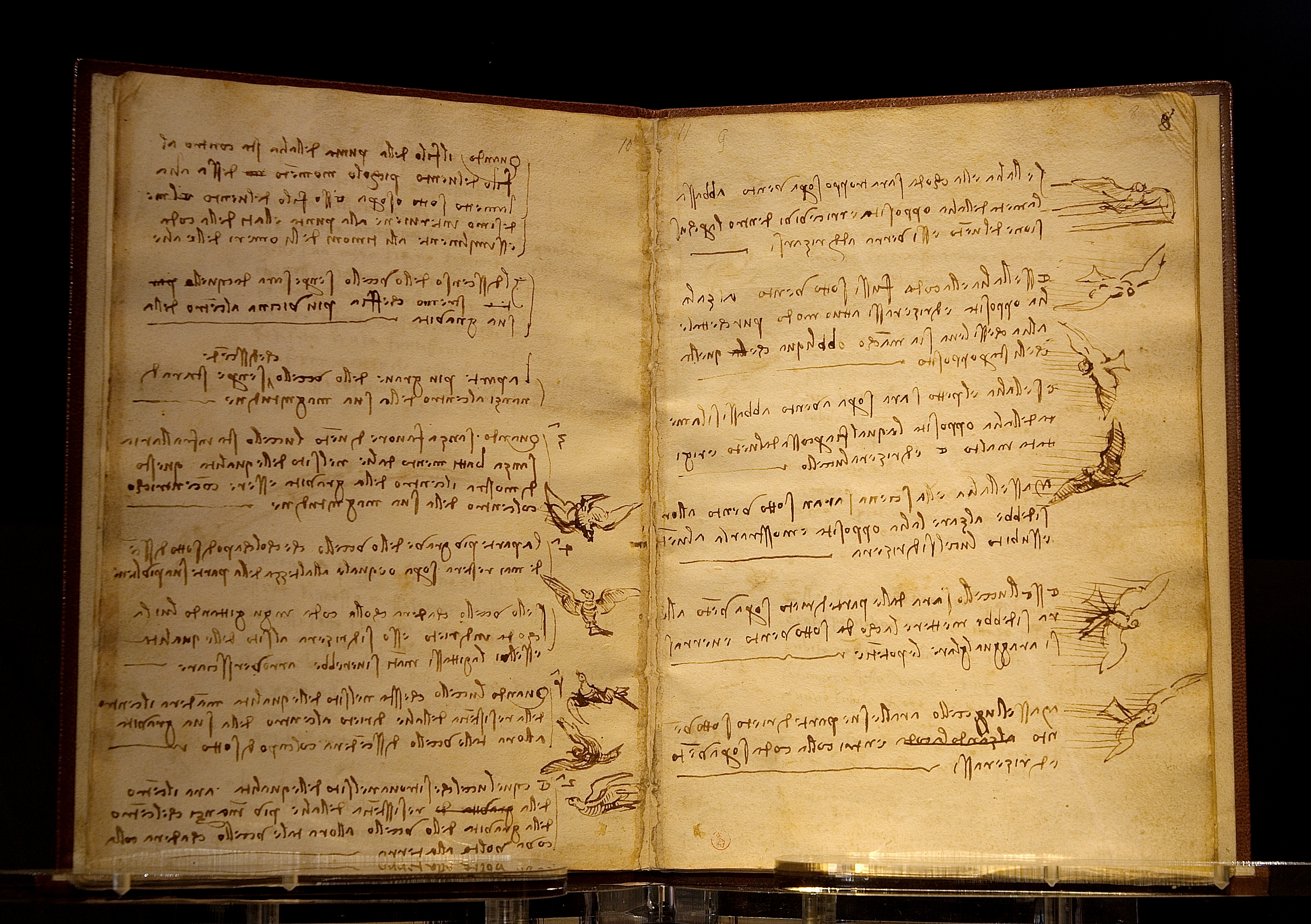
Codex de De Vinci

Le vol a aussi fasciné, et les oiseaux sont étudiés pour leur façon de voler, par exemple par Léonard de Vinci ou même Darwin.

### L'ornithologie scientifique

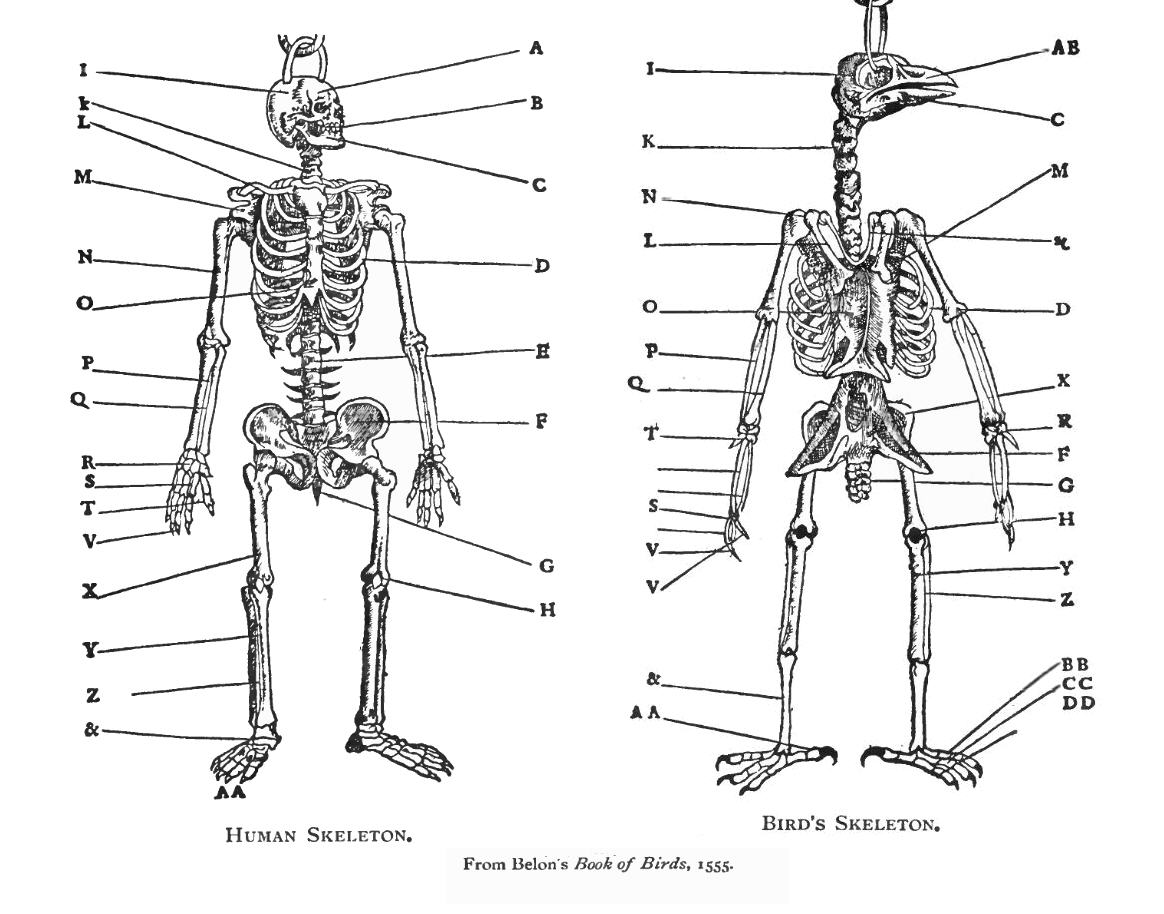
Comparaison d'anatomie par Pierre Belon avant la naissance de l'Anatomie comparée.

Les savants allemands et français du XVIe siècle produisent des textes novateurs qui fondent l'ornithologie moderne. Guillaume Rondelet décrit ses observations en Méditerranée, William Turner publie le premier livre consacré uniquement aux oiseaux et sous une forme moderne, Conrad Gessner reprend méthodiquement les connaissances sur les oiseaux connus. Pierre Belon rédige un ouvrage novateur par les nouvelles espèces décrites et par l'originalité de ses observations notamment anatomiques, mais ne tire aucune conclusion sur les similarités entre les squelettes aviaires et humain. Belon commet également des erreurs remarquables comme de placer les chauves-souris parmi les oiseaux mais cet ouvrage est éclipsé de son temps par celui de Gessner. L'ouvrage de William Turner sort à Cologne en 1544 et décrit précisément les espèces d'oiseaux citées par Aristote et Pline l'Ancien. Vers 1555, Gessner publie le troisième volume de 779 pages de Historiae animalium consacrées aux oiseaux. Belon écrit son Histoire de la nature des oyseaux, avec leurs descriptions et naïfs portraicts retirez du naturel en 1555. Ulisse Aldrovandi, réalise une encyclopédie naturaliste en quatorze volumes, dont trois consacrés aux oiseaux, le premier consacré aux oiseaux terrestres utilisés dans l'alimentation humaine, le second aux oiseaux chanteurs et le troisième aux oiseaux aquatiques. Il publie au total plus de 2 000 pages entre 1599 à 1603.
Au XVIIe siècle, les œuvres changent de ton. Rédigées en langue locale, les observations sont plus précises et tiennent davantage compte de l'environnement des oiseaux. Ces ouvrages ne se contentent plus d'étudier les spécimens des collections. The Natural History and Antiquities of Selborne de Gilbert White en est bon exemple : c'est le premier ouvrage où des noms différents sont attribués à des espèces ayant la même apparence, notamment parmi les fauvettes (soit grosso modo les pouillots). Francis Willughby et John Ray conçoivent le premier grand système de classification scientifique pour les oiseaux : ils se fondent sur la morphologie et la fonction plutôt que sur la forme ou le comportement. Le Ornithologiae libri tres de Willughby est publié en 1676 puis complété par Ray ; il est considéré comme marquant le début de l'ornithologie. De nouveaux termes, forgés sur des racines latines, sont créés et passent dans le langage populaire comme palmipède, échassier. D'autre part, la nature des études change avec l'apparition des armes à feu, la création du concept d'Histoire naturelle et la constitution de collections de taxidermie ou d'œufs au service des scientifiques. À partir du milieu du XVIIIe siècle, les collections deviennent cabinets de curiosités puis muséums, et la taxonomie devient une des spécialités de ceux-ci. La classification proposée par Carl von Linné dans sa sixième édition de Systema Naturæ en 1748 est fondée sur la forme du bec et des points de référence des pattes. Il classe les oiseaux dans six grands ensembles (les Accipitres, les Picae, les Anseres, les Grallae, les Gallinae, les Passeres) pour répondre, harmonieusement, aux six ensembles qu'il utilise pour classer les mammifères. En 1750, Jacob Theodor Klein dans son Historiae avium prodromos reprend ce système mais bouscule considérablement la classification. Dans son second livre Stemmata avium publié en 1759, il détaille précisément la forme des pattes, de la tête et de la langue de oiseaux. La version finale de la classification de Linné est publiée en 1758. De nombreux ouvrages décrivant les espèces vivant dans des zones précises apparaissent comme ceux de Thomas Pennant et John William Lewin pour la Grande-Bretagne, John Latham pour les espèces rencontrées par James Cook lors de son second voyage, Mark Catesby dans le Sud des États-Unis, Joseph Franz Jacquin pour l'Amérique centrale ; François Levaillant publie son Histoire naturelle des oiseaux d'Afrique en six volumes avec l'aide de Coenraad Jacob Temminck qui collecte pour lui des oiseaux en Afrique. À la fin de ce siècle en France, Mathurin Jacques Brisson et Buffon publient des ouvrages importants. En 1770, dans son Histoire naturelle des Oiseaux Buffon adhère aux thèses migrationnistes et suscite l'adhésion de ses contemporains même si certaines réticences demeurent. Brisson publie un ouvrage en six volumes en 1760 tandis que neuf des volumes de l'Histoire naturelle générale et particulière de Buffon sont consacrés aux oiseaux. Louis Jean Pierre Vieillot passe dix ans à étudier les oiseaux d'Amérique du Nord et écrit l'Histoire Naturelle des oiseaux de l'Amérique septentrionale entre 1807 et 1808. Vieillot est pionnier dans la classification des milieux et des habitudes de vie. Petit à petit, la classification se perfectionne grâce notamment aux travaux sur l'embryologie ou l'anatomie comparée comme ceux de Félix Vicq d'Azyr (1748-1794) et Étienne Geoffroy Saint-Hilaire (1772-1844).
En 1817, Cuvier propose une classification répartissant les Oiseaux en six ordres : 
- Oiseaux de proie,
- Passereaux,
- Grimpeurs,
- Gallinacés,
- Échassiers,
- Palmipèdes.

À la différence de Cuvier, Blainville ajoute en 1816 trois ordres supplémentaires à ces divisions : Perroquets, Pigeons et Autruches.

### L'ornithologie et l'évolution
La British Ornithologists' Union est créée en 1858 et fonde en 1859 la revue The Ibis. Les préoccupations des ornithologues britanniques étaient l'explication de la répartition géographique des oiseaux, ce qui sous-entend leur phylogénie et leur origine (le premier fossile d'Archaeopteryx a été découvert en 1861). En effet, les variations dans les formes et les habitudes suivant les régions leur semblaient mystérieuses, au vu de la diversité exceptionnelle des collectes sur l'ensemble de l'Empire britannique. Les travaux de William Swainson suivis par le système de Quinarian sont proposés. Mais le problème ne sera résolu d'une part qu'avec les propositions d'Alfred Russel Wallace, influencé par les travaux de Philip Lutley Sclater sur les cartes géographiques de répartition des oiseaux, lorsqu'il posera les bases de la biogéographie moderne en 1876 avec son The Geographical Distribution of Animals et d'autre part celles de Charles Darwin concernant l'évolution et la sélection naturelle. C'est d'ailleurs en étudiant les espèces de pinsons vivant aux îles Galápagos que Darwin explique le principe de spéciation. À cette époque est également introduite la notion de sous-espèce et le nom triominal.
De nombreuses espèces d'oiseaux commencent à disparaître comme le Grand pingouin ou le Cormoran à lunette, le Canard du Labrador dès 1875. Les premières lois sur la protection des oiseaux et la réglementation de la chasse apparaissent. Les ornithologues participent à l'émergence de l'écologie.
La classification la plus communément admise après les années 1890 est celle de Sharpe, publiée dans le Catalogue of the Birds in the British Museum, qui proposait les ordres des palmipèdes, échassiers, gallinacés, colombins ou pigeons, grimpeurs, passereaux, rapaces, coureurs.
Le baguage a été proposé en 1899 par Hans Christian Cornelius Mortensen sur l'étourneau sansonnet. La première campagne de baguage rigoureuse a été menée par Johannes Thienemann en Prusse orientale en 1903.
Une des systématiques les plus importantes de la fin du XXe siècle est celle élaborée par James Lee Peters. La classification de Howard et Moore en dérive. Dans la vision traditionnelle de l'évolution des oiseaux modernes (Neornithes), on place à la base de l'arbre phylogénétique, après les ratites et tinamous, les groupes d'oiseaux marins tels les manchots, les grèbes, les plongeons et pélicans, etc.

### L'ornithologie et lagénétique
Vers la fin des années 1970 et durant toute la décennie suivante, Charles Gald Sibley et Jon Edward Ahlquist mènent des études fondées sur des méthodes d'hybridation de l'ADN, ce qui modifie profondément les connaissances sur la phylogénie des oiseaux. La nouvelle classification a montré que les canards et les gallinacés étaient les parents les plus proches des ratites (qui intègrent les tinamous) formant les Paléognathes. Les Galloanserae constituent une lignée ancienne chez les Néognathes. Les groupes d'oiseaux marins traditionnellement considérés comme archaïques sont maintenant placés dans l'ordre des Ciconiiformes élargi, qui comprend aussi les rapaces diurnes (Accipitridae, Sagittariidae et Falconidae) et les limicoles (Scolopacidae, Charadriidae, Laridae, etc.). Dans cette nouvelle taxinomie Sibley-Ahlquist du vivant, dite classification phylogénétique, les oiseaux font partie des archosauriens qui comprennent un grand nombre de fossiles appelés dinosaures. Cette systématique est dans l'ensemble acceptée en Amérique tandis que les réticences sont plus importantes en Europe. Ces dernières années, d'importants réaménagements de cette classification ont été effectués.
Les recherches pour comprendre la position relative de chaque groupe d'oiseaux continuent et d'autres domaines que la génétique sont explorés. Un chercheur russe a démontré que la structure de la coquille des œufs pourrait être utile dans la détermination des relations entre oiseaux.

### L'ornithologie et le comportement animal
- les Oies de Lorenz
- la théorie du handicap de Amotz Zahavi

### Les outils de l'ornithologue

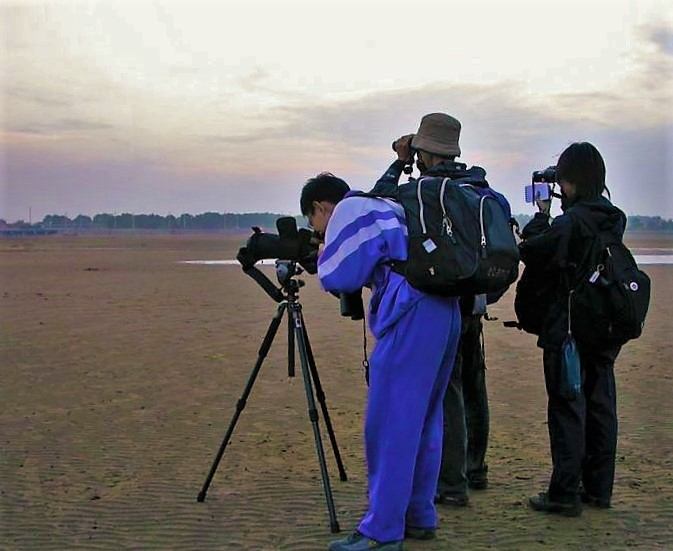
Des ornithologues à l'œuvre.

Durant des siècles, la chasse et l'acquisition d'individus morts ont été le moyen quasi exclusif de développement de la connaissance. Les descriptions, les tentatives de classification, étaient ainsi menées sur des collections d'individus naturalisés. Au XXe siècle, l'observation directe, associée à la photographie et au cinéma, se développe considérablement et remplace progressivement le prélèvement d'échantillons. Plus tard encore, la collecte de matériel génétique permet de faire progresser la systématique sans dommage pour les espèces.
Les progrès de l'optique permettent aux ornithologues modernes de disposer de moyens d'observation d'une grande efficacité, capables de garantir une restitution fidèle à une distance suffisante pour ne pas perturber l'individu observé. Jumelles, longues-vues terrestres, téléobjectifs photographiques, sont les outils privilégiés de l'ornithologue de terrain. De nouvelles techniques telles que la digiscopie autorisent la prise de vue fidèle à des distances très supérieures à celles permises par les téléobjectifs photographiques classiques, bien que souvent avec une qualité moindre, mais suffisante au moins pour permettre l'identification ou apporter une preuve en vue de l'homologation de l'observation d'une espèce rare. Les moyens modernes d'enregistrement permettent également de conserver cris et chants.
Le développement d'une abondante littérature ornithologique contribue également au développement et à la diffusion des connaissances, en particulier grâce à des guides d'identification de terrain faciles d'accès, et de très bonne qualité. De nombreux livres et magazines traitent d'ornithologie à différents degrés de complexité, dans les principales langues. Il existe également plusieurs guides sonores sur différents supports (disques, collections numériques).
En France, une revue comme l'Oiseau magazine, éditée par la LPO, traite du rapport entre l'homme et l'oiseau sous divers angles : sociologique, politique, écologique, scientifique (vulgarisation), ludique... Une autre revue, Ornithos, a une approche scientifique plus spécialisée tandis que seul ce volet est développé au sein d'Alauda. De nombreuses revues ornithologiques sont consacrées à des territoires plus limités : départements ou régions le plus souvent.

## En France

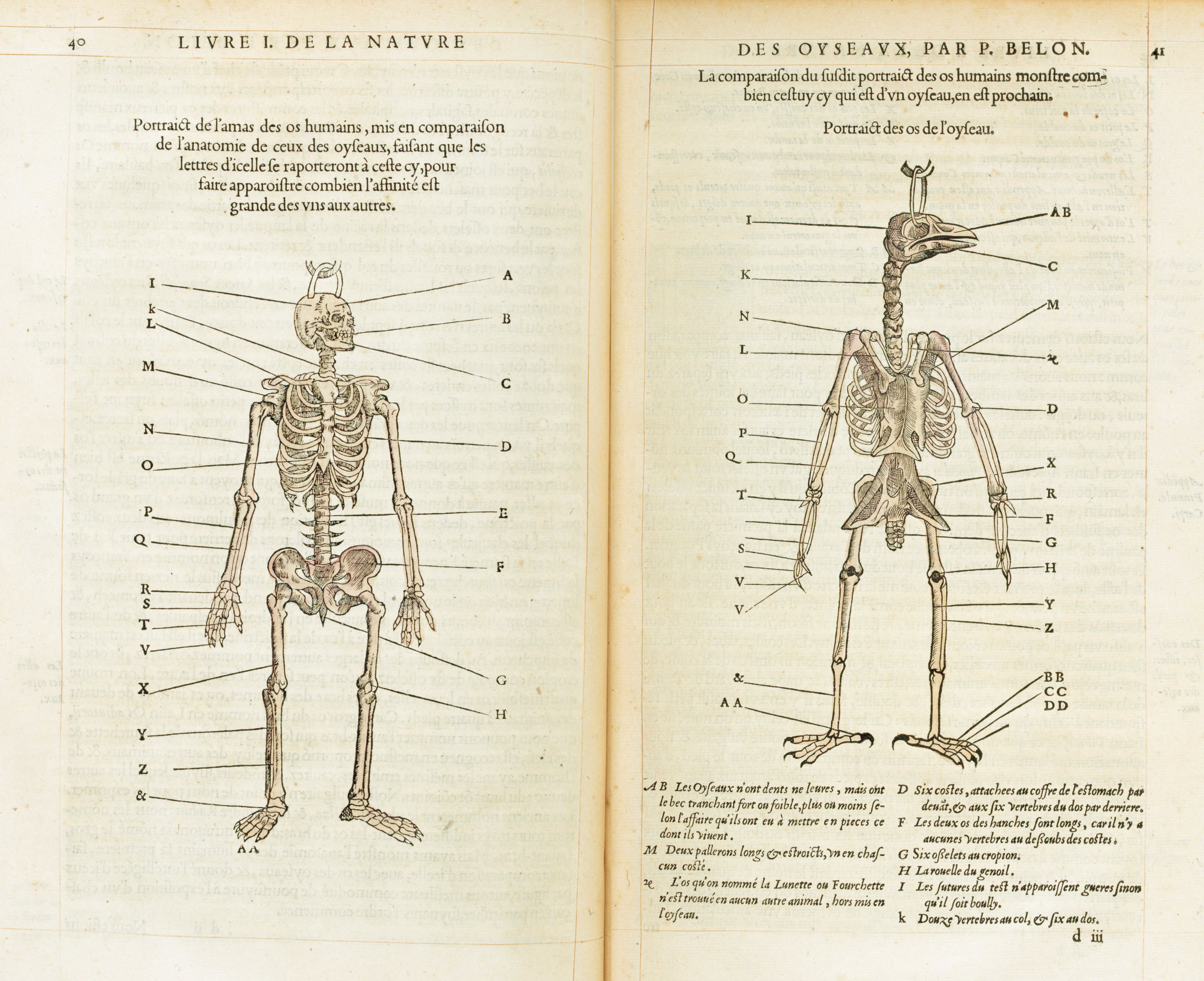
Planche comparant le squelette d'un être humain et celui d'un oiseau, extraite de l'Histoire de la nature des oyseaux

Pierre Belon est considéré comme le plus ancien des ornithologues français. Son Histoire de la nature des oyseaux, avec leurs descriptions et naïfs portraicts retirez du naturel date de 1555. Dans ce traité, de 381 pages, il décrit tous les oiseaux qu'il connaît. Il les regroupe suivant leur comportement et leur anatomie : les oiseaux de proie, les oiseaux d'eau, les omnivores, les petits oiseaux, subdivisés à leur tour en insectivores et en granivores. L'ouvrage comporte 14 gravures.
En 1884, Léon Olphe-Galliard commence la publication de son principal ouvrage : ses Contributions à la Faune Ornithologique de l’Europe Occidentale, qui paraîtront en 40 livraisons de 1884 à 1891. Cet ouvrage essentiellement bibliographique, décrit minutieusement chaque espèce européenne (ainsi que des espèces exotiques proches), ainsi que tout ce qui est connu sur leur reproduction, leurs déplacements, leur alimentation, etc.
Après plusieurs essais et l'organisation d'un service de baguage concernant quelques oiseaux d'importance agricole par A. Chappellier (Centre national de recherches agronomiques de Versailles, aujourd'hui INRA), un Service central de recherches sur les migrations des oiseaux et des mammifères fut fondé en 1930 par le professeur E. Bourdelle au muséum national d'histoire naturelle.
La qualité des travaux de René d’Abadie (1895-1971), dont la collection est toujours visible au Musée d'Histoire Naturelle de Nantes, fut mondialement reconnue. Il est aussi fondateur de la Société française d’ornithologie.
En 1928, Jacques Delamain publie Pourquoi les oiseaux chantent, chez Stock. Le livre sera récompensé l'année suivante par l'Académie française et l'Académie des sciences, lui assurant une large distribution.
Dans les tranchées pendant la Première Guerre mondiale, il note dans son Journal de Guerre d'un Ornithologue l'adaptation des oiseaux à la guerre, au bruit et aux destructions.
Jacques Delamain dirige durant l'Entre-Deux-Guerres la collection les Livres de Nature, qui rassemble des textes ayant trait à l’illustration et la défense du monde naturel. fait paraître des livres d’ornithologie qui connaissent un très grand succès comme Pourquoi les oiseaux chantent (première édition en 1928, dernière réédition en 2011), Les Jours et les nuits des oiseaux (première édition en 1932), Portraits d'oiseaux (deux volumes, 1938 et 1952), Les Oiseaux s'installent et s'en vont (1942), ces deux derniers titres illustrés par le peintre animalier Roger Reboussin.
En 1936, Noël Mayaud, en collaboration avec Henri Heim de Balsac et Henri Jouard, publie la première synthèse moderne sur l'avifaune de France métropolitaine : Inventaire des oiseaux de France.
En 1948, René Ronsil publie une Bibliographie ornithologique française, répertoire des travaux publiés en France et dans les colonies françaises de 1473 à 1944. Elle est complétée par un index méthodique et systématique publié l'année suivante.
Après guerre apparaissent les premiers guides d'identification réellement utilisables sur le terrain ; ils contribuent à la vulgarisation de ce domaine de connaissance en en facilitant la transmission, y compris pour les autodidactes.
De 1970 à 1975, plus de 500 ornithologues, pour la plupart amateurs, travaillent à la plus grande œuvre collective jamais réalisée alors dans ce domaine en France : le premier Atlas des oiseaux nicheurs de France coordonné et publié en 1976 par Laurent Yeatman. Ce travail va favoriser l'éclosion de nombreuses associations ornithologiques régionales et susciter de nombreux travaux d'envergure plus ou moins grande, et notamment divers atlas départementaux ou régionaux.
En 1989, les chercheurs du Centre de Recherches sur la Biologie des Populations d'Oiseaux (CRBPO) du Muséum national d’Histoire naturelle coordonnent le programme STOC qui étudie l’évolution spatio-temprelle des populations d’oiseaux.
En 2000, un nouvel Inventaire des Oiseaux de France est publié sous la plume de Philippe J. Dubois, Pierre Le Maréchal, Georges Olioso et Pierre Yésou. Une nouvelle version est publiée en 2008.
En 2009, un projet collectif initié par la Ligue pour la protection des oiseaux et la Société d’Études Ornithologiques de France, avec la collaboration scientifique du Museum National d’Histoire Naturelle, propose la mise à jour des connaissances sur l'avifaune nicheuse à travers un projet nommé « Atlas des oiseaux nicheurs de France Métropolitaine ». L'étude recouvrira les quatre saisons de reproduction courant entre 2009 et 2012.
De 2010 à 2013, l'enquête Devine qui vient à la mangeoire ? est pratiquée en Poitou-Charentes pendant les mois de décembre, janvier et février ceci afin de collecter un maximum d'informations en vue d'un Atlas des oiseaux en hiver.
Le programme Visionature est un projet de sciences participatives visant à enrichir la connaissance sur de nombreux taxons, dont particulièrement les oiseaux.

## Le métier d'ornithologue

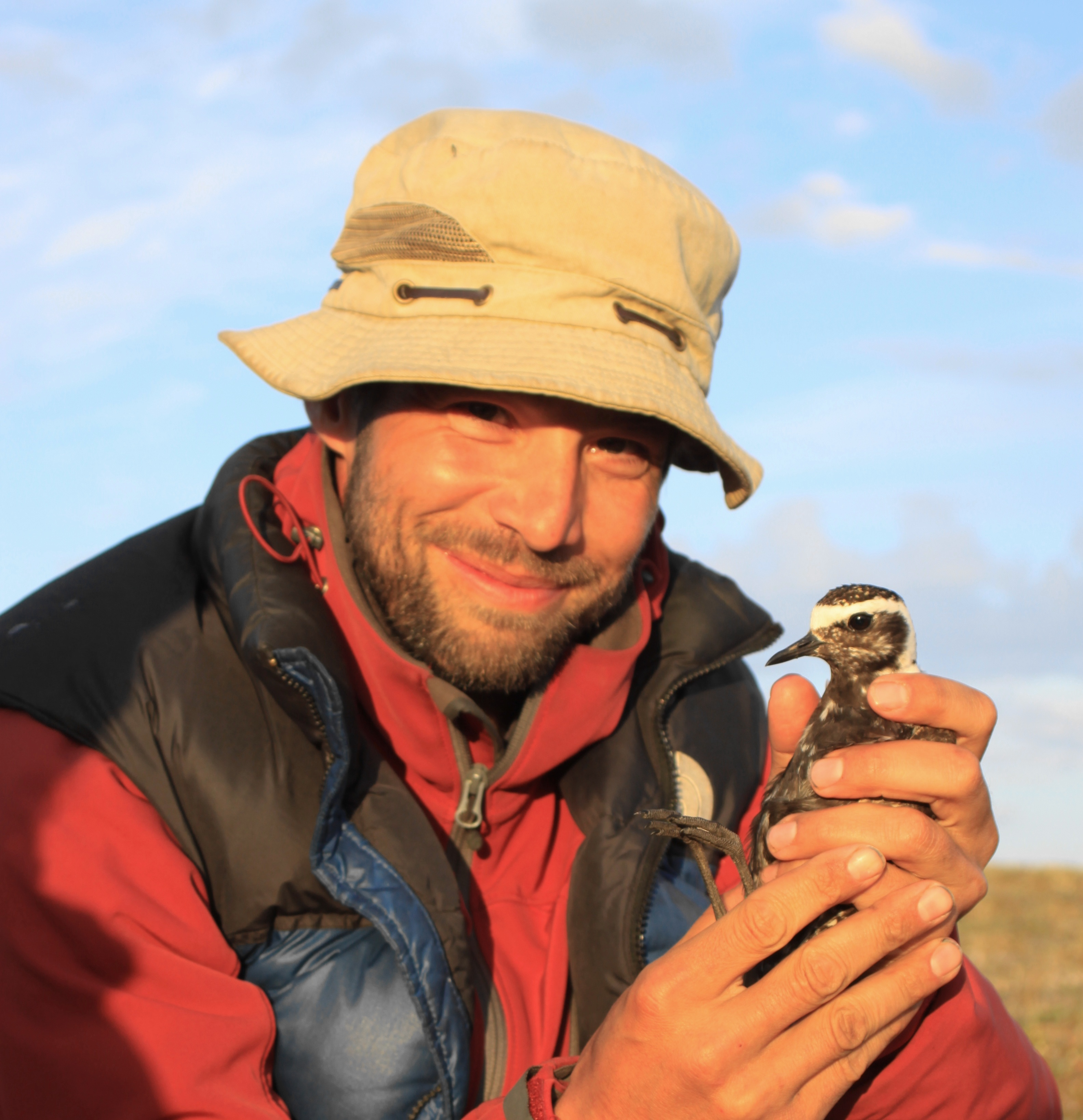
Joël Bêty manipulant un pluvier bronzé.

L'ornithologue peut travailler seul ou à plusieurs, sur le terrain ou en laboratoire pour des organismes publics, des bureaux d'études, des associations, des centres de soin ou des parcs zoologiques et animaliers.
Outre le fait que ce métier comprend souvent une grande part d'autodidactes ou d'apprentissage de pair-à-pair, plusieurs formations peuvent aboutir à ce métier : Bac Technologique série « Sciences et Technologies de l'Agronomie et du Vivant » (STAV), Bac Professionnel Agricole Gestion des Milieux Naturels et de la Faune (GMNF), DUT, BTS « Gestion Protection de la Nature » (GPN), spécialité « gestion des milieux naturels ou animation dans les milieux naturels », Licence (Bac +3) sciences et technologies, mention sciences de la vie, sciences du vivant et des organismes, maîtrise en biologie (Bac +4).

## Les associations
Il existe en Europe de nombreuses associations ornithologiques, notamment :
- en France :
  - la Ligue pour la protection des oiseaux (LPO), association d'envergure nationale fondée en 1912 avec de nombreuses représentations locales, qui mène de nombreuses actions de sensibilisation, de protection, et de défense des oiseaux et de la faune sauvage en général. La LPO a également mis en place une base de données informatisée qui est enrichie quotidiennement par les comptes-rendus d'observation dressés par des milliers d'observateurs bénévoles. Elle représente Birdlife International en France.
  - Le Réseau Français d'ornithologie[27] (RFO), créé en 2012. Cette association regroupe des associations mais aussi des scientifiques et des naturalistes s'intéressant à l'ornithologie et la biologie de la conservation.
  - de multiples associations dont la zone d'activité couvre une région (cas le plus fréquent) ou un département, ou une zone géographique ou écologique particulière : Association Connaissance et Recherche Ornithologique Loire et Atlantique (ACROLA), Centre Ornithologique Ile-de-France (CORIF), Centre Ornithologique Rhône-Alpes (CORA), GEPN, Vivarmor Nature, Groupe ornithologique normand (GONm), GOPA (Groupe Ornithologique des Pyrénées et de l'Adour), OISO (Observatoire d'Intérêt scientifique et Ornithologique), SEPOL (Société d'Étude et de Protection des Oiseaux en Limousin)...
- En Belgique, Aves ;
- En Suisse, la Station ornithologique suisse de Sempach ;
- En Espagne, la Sociedad Española de Ornitología (SEO) ;
- Et en Grande-Bretagne, la plus ancienne et la plus importante de toutes, la Royal Society for the Protection of Birds (RSPB).

Dans certains pays (anglo-saxons notamment), la pratique de l'ornithologie en amateur est extrêmement répandue.
Au Québec, les ornithologues amateurs sont regroupés en clubs (plus de 30) eux-mêmes chapeautés par le Regroupement QuébecOiseaux. Chaque club couvre une partie du territoire pour y observer les oiseaux et en suivre les effectifs. Les ornithologues complètent des fiches d'observation journalières, nommées feuillet d'observations quotidiennes. Les données sont codifiées dans la base de données ÉPOQ (Étude des Populations d'Oiseaux du Québec) qui compte plus de 5 millions d'entrées depuis 1932. On en a extrait des compilations régionales, locales, saisonnières, des études de répartition, de nidification, des analyses de tendances des effectifs, des atlas d'oiseaux (dont l'Atlas saisonnier des oiseaux du Québec de A. Cyr et J. Larivée, 1995).
De plus, certaines associations naturalistes intègrent l'ornithologie dans leurs activités.
Chaque association a ses propres buts, mais toutes ont en commun la collecte d'information qui consiste généralement à l'Identification des oiseaux et leur comptage. À partir de ces données, on peut suivre l'évolution des populations aviennes tant au niveau des effectifs (nicheurs et hivernants en particulier) que des répartitions (établissement de cartes de distribution géographique).
En France, certaines associations sont également gestionnaires d'espaces protégés par la Loi (réserves naturelles) ou qu'elles ont acquis dans le but de les protéger voire de les restaurer.

## Parcs ornithologiques en France
Il existe également des parcs ornithologiques destinés à permettre l'observation facile des oiseaux, et dont l'entrée est payante :
- le parc du Marquenterre en baie de Somme ;
- le parc ornithologique du Teich au sud-est du bassin d'Arcachon ;
- le parc ornithologique de Pont-de-Gau en Camargue ;
- etc.

Ces lieux sont aménagés dans le but de faciliter l'observation d'un grand nombre d'oiseaux mais ne sont pas des zoos, les oiseaux observés étant sauvages et non captifs. Le visiteur doit choisir la date de sa visite en fonction de la présence éventuelle des espèces qu'il aimerait observer. Les mois d'avril, mai, septembre, octobre, qui correspondent aux plus gros passages migratoires, sont généralement les plus favorables.